# Thomas West, 2.º Barão De La Warr
‎Thomas West, 2.º e 11º Barão De La Warr‎‎ ‎‎ ‎c. 1550 - 24 de março de 1601/1602) de ‎‎Wherwell‎‎ Abbey, ‎‎Hampshire‎‎, foi um membro do ‎‎Conselho Privado ‎‎de ‎‎Elizabeth I‎‎.‎

## Biografia
Thomas West era o filho mais velho de ‎‎William West, 1º Barão De La Warr,‎‎ com sua primeira mulher, Elizabeth Strange, filha de Thomas Strange de Chesterton, ‎‎Gloucestershire. Ele sucedeu seu pai, que havia sido criado Barão De La Warr‎‎ e morreu em 1595, por ‎‎cartas patenteadas‎‎ em 1597. ‎
Foi deputado pelo Parlamento da Inglaterra por ‎‎Yarmouth, Ilha de Wight‎‎ em 1586 e por ‎‎Aylesbury‎‎ em 1593. Ele foi condecorado em 1587. É provável, embora incerto, que ele já tenha representado Chichester no Parlamento de 1571 e no Parlamento de 1572.
‎De 1590 até sua morte ele foi um dos dois ‎‎Chamberlains do Tesouro.
‎Em 1597 ele solicitou à ‎‎Câmara dos Lordes‎‎ para ter a precedência do barão original, 1299, com base em que ele realmente tinha o antigo pariato. Depois que sua reivindicação foi admitida, ele às vezes se referia a si mesmo como 11º Barão.‎